# ندى طوير
ندى طوير (27 آذار 1961-) هي ناشطة نسوية وسياسية ولدت في مدينة طولكرم لعائلة تعود أصولها إلى قرية صبارين قضاء حيفا التي هجر أهلها خلال النكبة عام 1948. هي عضو في المكتب السياسي للجبهة الديمقراطية، ورئيسة اتحاد لجان العمل النسائي الفلسطيني.

## التعليم
تلقت ندى عرسان مصطفى طوير تعليمها في مدارس طولكرم، وأنهت المرحلة الثانوية عام 1978، ثم حصلت على درجة البكالوريوس في اللغة العربية وعلم النفس من جامعة بيرزيت عام 1984. كما انخرطت في النشاطات الطلابية في الجامعة، فكانت عضواً في مجلس الطلبة، وانضمت إلى صفوف الجبهة الديمقراطية في العام 1980.
اعتقلتها سلطات الاحتلال لمدة شهرين أثناء فترة دراستها في العام 1982. وفرضت عليها الإقامة الجبرية لمدة ستة شهور، وداهمت منزلها عدة مرات، ومنعتها من السفر لفترات طويلة.

## الحياة العملية
عملت طوير في جمعية اليتيم العربي في مدينة رام الله، لمدة ثلاث سنوات، ثم تبوأت مواقع قيادية في الجبهة الديمقراطية، إذ أصبحت عضواً في اللجنة المركزية، وعضواً في المكتب السياسي، وترشحت للانتخابات التشريعية. كما أسست برفقة أخريات "اتحاد لجان العمل النسائي الفلسطيني" في محافظة طولكرم وأصبحت رئيس الاتحاد في الضفة الغربية، وتولت رئاسة الاتحاد العام للمرأة الفلسطينية في محافظة طولكرم.
تشغل طوير حالياً منصب رئيس فرع جمعية النجدة للمرأة في المحافظة، وهي المسؤول المالي لصندوق التكافل الاجتماعي، كما تعمل عضواً في المؤسسات التالية:
1. المجلس الوطني الفلسطيني.
2. هيئة إدارية في طاقم شؤون المرأة.
3. لجنة "وطنيون لإنهاء الانقسام".
4. الهيئة المركزية لمقاطعة البضائع الإسرائيلية.
5. لجان العودة في مخيم طولكرم.
6. لجنة "اللقاءات المفتوحة" التي تعنى بالديمقراطية والحكم الرشيد.